# I Mostra de Cinema Llatinoamericà de Lleida
La I Mostra de Cinema Llatinoamericà de Lleida va tenir lloc a Lleida entre el 17 i el 21 de gener de 1995. Fou organitzada pel Centre Llatinoamericà de Lleida amb el suport del Patronat de Turisme de la Paeria de Lleida i la col·laboració de la Fundació "la Caixa" i la Universitat de Lleida. No hi havia jurat ni es van atorgar premis. El seu director era Juan Ferrer.
Es van projectar un total de dotze pel·lícules de països de l'Amèrica Llatina i es van fer tres actes paral·lels: un debat sobre la situació del cinema llatinoamericà moderat per Lola Millás, de la Casa de América i que van comptar amb la presència de l'actor argentí Federico Luppi, el dramaturg cubà José Triana i l'actriu i productora mexicana Patricia Reyes Spíndola, una conferència de José Triana i una mostra de cartells de cinema cubà.

## Pel·lícules exhibides
- Cronos (1993) de Guillermo del Toro
- Danzón (1991) de María Novaro
- La estrategia del caracol (1993) de Sergio Cabrera
- Fresa y chocolate de Tomás Gutiérrez Alea i Juan Carlos Tabío
- La frontera de Ricardo Larraín
- Hombre mirando al sudeste (1986) d'Eliseo Subiela
- El lado oscuro del corazón (1992) d'Eliseo Subiela
- Perdido por perdido d'Alberto Lecchi
- Principio y fin d'Arturo Ripstein
- La reina de la noche (1994) d'Arturo Ripstein
- La tarea (1991) de Jaime Humberto Hermosillo
- Un lugar en el mundo d'Adolfo Aristarain